# The Longest Journey
The Longest Journey (tiếng Na Uy: Den lengste reisen, Hành trình dài nhất) là tựa game phiêu lưu trỏ và nhấp được phát triển bởi studio Funcom của Na Uy dành cho Microsoft Windows và phát hành vào năm 1999. Câu chuyện kể về một cô gái trẻ đầy sức sống, nữ học viên trường mỹ thuật Venice, April, sẽ chu du giữa hai thế giới trong game, đấu tranh cho cái thiện và cân bằng những giới hạn của cả hai thế giới, diệt trừ cái xấu. Trò chơi đạt được thành công về mặt thương mại, với doanh số vượt quá 500.000 bản vào năm 2004 và được các nhà phê bình đánh giá cao. Một phiên bản iOS được phát hành vào ngày 28 tháng 10 năm 2014.

## Lối chơi
The Longest Journey thuộc thể loại phiêu lưu trỏ và nhấp tạo điều kiện cho người chơi tương tác với các vật thể trên màn hình để giải các câu đố và khám phá câu chuyện. Trò chơi có tính năng đối thoại được ghi lại mở rộng, hầu hết không cần thiết để hoàn thành game nhưng lại góp phần vào bối cảnh chính trong game.

## Cốt truyện

Khung cảnh có sự xuất hiện của nhân vật chính April Ryan trong game.

Trò chơi diễn ra trong các vũ trụ song song Arcadia dưới sự thống trị của ma thuật và Stark hiện đại trong quá trình công nghiệp hóa. Nhân vật chính, April Ryan, là một sinh viên nghệ thuật 18 tuổi sống ở Stark, được nhận dạng là một 'Shifter' có khả năng di chuyển giữa hai thế giới này, và được giao nhiệm vụ khôi phục lại trạng thái Cân bằng thiết yếu của chúng.
Câu chuyện bắt đầu ở Stark, nơi April đang ngủ vô tình chuyển đến Arcadia và gặp mặt 'Rồng Trắng', xác định cô là nữ anh hùng của câu chuyện sắp tới. Khi biết được điều này, April bị một cơn lốc đen tối 'Chaos Vortex' tấn công và thức tỉnh ở Stark, rồi cô nhanh chóng gạt bỏ trải nghiệm của mình như một cơn ác mộng. Nhân vật 'Cortez' về sau làm cô ngạc nhiên khi tiết lộ kiến thức của mình. Khi hoạt động siêu thực bắt đầu ảnh hưởng đến bạn bè của mình, April gặp lại Cortez, rồi được chở đến thành phố Arcadia tên là Marcuria. Tại đây ông được gặp Tobias Grensret, Vestrum của Sentinel; học hỏi Alltongue, ngôn ngữ phổ biến ở Arcadia; và lắng nghe Tobias kể rằng trạng thái Cân bằng cả hai thế giới đang tan biến sau sự bỏ rơi của Guardian, và phải được phục hồi bằng sự xuất hiện của một thế giới khác.
Để tìm đường trở về Stark, April bèn đến thăm Brian Westhouse, một người bạn của Cortez, người hỗ trợ cô trở về; Cortez sau này nói với cô về tổ chức được gọi là Vanguard hoặc Church of Voltec. Ngày hôm sau, April trao đổi ý kiến Warren Hughes, một cậu bé vô gia cư đồng ý giúp đỡ April nếu cô xóa bỏ hồ sơ tội phạm và đi tìm cô em gái mất tích của mình, nhờ đó mà April tìm thấy một khối dữ liệu trên Church of Voltec. Hughes liền giới thiệu cô với một hacker tên là Burns Flipper, kẻ tiết lộ rằng ông trùm giàu có Jacob McAllen mới là người đứng đầu Vanguard, được sự trợ giúp của Gordon Halloway, cựu ứng cử viên cho chức vụ Guardianship được Vanguard phân chia thành Chaos (ở Arcadia) và Logic (ở Stark), và đưa cho cô ấy một nhận dạng sai để xâm nhập vào Vanguard thông qua công ty bình phong MTI.
Gặp được Cortez và Cha Raul trong một nhà thờ chính tòa Công giáo, April được cho biết rằng Arcadia đang trên bờ vực chiến tranh. Sau đó tại Arcadia, April gặp chủ nhà trọ, Benrime Salmin, và nhà ngoại cảm Abnaxus, đại sứ Venar, với lời nhận định về mối nguy hiểm sắp tới. Vào buổi sáng, April biết được bốn loài phép thuật, mỗi loài có lời tiên tri về một vị cứu tinh sẽ khôi phục lại Cân bằng, sau cùng chỉ mỗi cách phá vỡ nó – và quyết định đến thăm một loài như vậy, Alatia có cánh của đảo Alais, đã có được chuyến du lịch biển bằng cách giải cứu một con chim biết nói mà cô đặt tên là Crow. Trước khi khởi hành, cô biết rằng mình phải đánh bại một nhà giả kim tên là Roper Klacks, nhằm giải phóng cơn gió ngăn chặn con tàu mà anh ta bị giam cầm.
Ở tòa tháp của Roper Klacks, April thách thức Klacks sử dụng phép thuật của hắn chống lại máy tính của cô và giành chiến thắng. Ngay trước khi khởi hành đến Alais, Tobias giao cho April món đồ mang tên Talisman đại diện cho trạng thái Cân bằng. Trên đường đi, April giết chết con quái vật được gọi là 'Gribbler' trong khi giải cứu một trong những tù nhân bị giam cầm của cô gọi là Banda, loài mà sau này đặt cho cô cái tên 'April Bandu-embata'  như một dấu hiệu của lòng biết ơn và ban cho cô một phần đĩa cần thiết để khôi phục lại trạng thái Cân bằng. Trong suốt quãng đường đến Alais, một cơn bão 'Chaos Storm' bất ngờ tấn công con tàu và April liền phá hủy la bàn của con tàu để khôi phục lại hướng đi của nó. Khi thuyền trưởng trên tàu âm mưu đoạt lấy Talisman, April cố gắng lấy lại nó và làm như vậy đã đánh chìm con tàu, sau đó thủy thủ đoàn bèn bỏ rơi cô trên một chiếc bè. Cô bị Maerum,  một loài giống như Nàng tiên cá liên quan đến Alatia, nhưng hiện là kẻ thù của họ. Khi tiết lộ tổ tiên chung của họ, April hoàn thành một lời tiên tri về 'Waterstiller', vị cứu tinh theo như lời kể từ xa xưa của Maerum.
Sau khi hoàn thành lời tiên tri thứ hai bằng cách giết một 'Snapjaw', cô được truyền đạt để hoàn thành phần ba bằng cách tái hợp nhất Maerum với người Alatia. Sau một loạt các nhiệm vụ và trong cuộc gặp gỡ với nhà lãnh đạo của người Alatia, April đã thực hiện lời tiên tri của họ bằng cách bay không cánh, và thuyết phục Alatia làm hòa với Maerum. Trong một hang động ven biển, người bảo vệ của Teller và Nữ hoàng Maerum Queen mang theo những viên đá kết hợp với nhau để tạo thành phần thứ hai của đĩa Cân bằng; nhân đó, Maerum chuyển giao April, theo yêu cầu của riêng cô, cho Rồng Xanh, người đưa cho April một trong số các viên Ngọc quý của đĩa và đưa cô đến một con tàu có giống dân cư trú gọi là Dark People, họ trao cho April mảnh thứ ba của đĩa, và một bản đồ thiên văn định vị lãnh địa Guardian's Realm. Tại cảng Marcurian, April lại bị Chaos tấn công và quay trở về Nhà thờ chính tòa ở Stark. Ở đó, Cha Raul tiết lộ rằng ông cũng là một Sentinel Minstrum của Stark, và Cortez bị mất tích. Khi trở về chỗ ở của mình, April bất ngờ bị Gordon Halloway bắt giữ. Cô được giải cứu bởi một nhân vật khác, Lady Alvane, người dạy cho April cách thay đổi theo ý muốn, và gửi April đến Abnaxus để nhận mảnh cuối cùng của đĩa. April bèn quay trở lại chỗ Rồng Trắng, người tiết lộ mình là mẹ của April và chết, và một con Rồng Trắng mới xuất hiện từ trứng của cô.
Quay trở lại Stark, April đưa cho Flipper bản đồ sao để giải mã, xâm nhập MTI, và bị nhân vật phản diện McAllen bắt giữ. Không thể trốn thoát, cô giao nộp hai viên ngọc và chiếc đĩa của mình, rồi bị tống giam. Khi trốn thoát việc truy đuổi món đồ của mình, cô lại bị mắc kẹt; nhưng được Cortez cứu thoát. McAllen sau mới tiết lộ rằng hắn ta và Cortez thực ra là hai con Rồng (được gọi là 'Draic Kin', trong vũ trụ)  có nghĩa là để bảo vệ Stark, nhưng bất hòa sau quyết định của McAllen hòng tái hợp hai thế giới bất chấp nguy cơ Chaos. Hai người sau đó dường như chết trong chiến đấu. Lấy lại đĩa và bốn viên ngọc, April bèn quay lại gặp Flipper, mà cô thấy đã chết sau khi bị Gordon Halloway, thu giữ bản đồ được giải mã của mình, và lấy được một bản sao từ hắn ta, nơi cô sử dụng để tìm ra Guardian's Realm nằm gần trạm không gian 'Morning Star'. Đặt chân đến đây rồi, April tìm cách giải thoát cho Adrian, một Guardian vô chủ, và trốn thoát cùng lúc Halloway đang đuổi theo. Trên đường đến Tháp canh tên gọi Guardians' Tower, cô nhốt Chaos Vortex vào trong Talisman của mình và rồi triệu hồi Crow giúp cô hoàn thành các thử nghiệm cần thiết. Bên trong tòa tháp này, April gặp lại Halloway với Chaos Vortex nhằm khôi phục lại ứng cử viên với tư cách là Guardian và trở về Stark và Arcadia.
Trong phần kết, cảnh quay trở về nhà của Lady Alvane, nơi cô đã thuật lại toàn bộ câu chuyện cho hai thanh niên, và nơi cô tiết lộ rằng hai thế giới tái hợp dưới thời Gordon Halloway. Sau khi họ rời đi, một Crow già lão và xám xịt bước vào, hỏi câu chuyện về "công chúa chiến binh" người đã chiến thắng trong cuộc chiến Cân bằng, và cô sửa lại ấn tượng của nó; một nguồn tham khảo có thể cho phần tiếp theo, Dreamfall: The Longest Journey.

## Phát triển
Tiêu đề của game là một tham chiếu đến câu nói của nhà ngoại giao Thụy Điển Dag Hammarskjöld: "Hành trình dài nhất là hành trình hướng nội, vì người đã chọn định mệnh của mình đã bắt đầu cuộc hành trình tìm kiếm nguồn gốc sự tồn tại của mình." Những nguồn cảm hứng khác cho trò chơi bao gồm Gabriel Knight: Sins of the Fathers, The Sandman và The Books of Magic của Neil Gaiman, Hellblazer, Swamp Thing, Buffy the Vampire Slayer, và tác phẩm nói chung của Joss Whedon.
The Longest Journey được phát triển bởi một nhóm nội bộ nhỏ tại Funcom dưới sự lãnh đạo của Ragnar Tørnquist. Đây là dự án ban đầu đầu tiên của họ. Funcom đặt ra một số hạn chế đối với các nhà phát triển ngoại trừ ngân sách (khoảng 2–3 triệu đô la) và thời hạn. Vì nhóm phải phát triển game engine và hầu hết các công cụ cần thiết ngay từ đầu, họ đã vật lộn để phát hành trò chơi đúng hạn. Trong hầu hết năm 1999, nhóm phải làm thêm giờ và trong những ngày cuối tuần để cuối cùng đáp ứng thời hạn. Trong phiên bản gốc của Na Uy, April Ryan được nhà báo Synnøve Svabø lồng tiếng.
Lần đầu tiên được IQ Media Nordic phát hành ở Na Uy vào năm 1999, sau đó nó được bản địa hóa và phát hành tại Pháp, Anh, Đức, Ý, Bỉ, Hà Lan, Canada, Tây Ban Nha, Đan Mạch, Phần Lan, Thụy Điển, Ba Lan, Cộng hòa Séc, Nga và Mỹ. Trò chơi ban đầu được viết và ghi lại bằng tiếng Anh, mặc dù hầu hết các phiên bản bản địa hóa đã được phát hành trước phiên bản tiếng Anh. Vào tháng 10 năm 2011, có thông báo rằng The Longest Journey được chuyển thể sang iOS, với điều mục chủ yếu tập trung vào iPhone.

## Phát hành và doanh số
Trước khi phát hành, The Longest Journey đã nhận được sự xem trước tích cực và được quảng bá rầm rộ ở Na Uy. Dagbladet mô tả tựa game này là "trò chơi máy tính lớn đầu tiên của Na Uy". Nhân khẩu học mục tiêu của nó nằm ngoài định mức của ngành công nghiệp này: Ragnar Tørnquist kể lại rằng Funcom muốn nắm bắt "một đối tượng người lớn hơn ngoài những người mua tuổi teen thông thường". Ngân sách cao của trò chơi có nghĩa là doanh số 150.000 bản là cần thiết để hòa vốn. Tuy nhiên, thị trường game của Na Uy rất nhỏ. Theo Herman Berg của Digi.no, rất hiếm khi doanh số Na Uy của một trò chơi đạt 10.000 bản. Mục tiêu doanh số nội địa của The Longest Journey là 15.000 bản, trong khi mục tiêu toàn cầu trọn đời của nó là 300.000 bản. Funcom đã chuyển 15.000 bản The Longest Journey cho các nhà bán lẻ Na Uy trong tháng đầu tiên của game và một nửa trên kệ, và nhà phát hành IQ Media lưu ý rằng lượng đặt hàng bán qua và đặt mua lại từ cửa hàng cao hơn vào cuối tháng 12. Bán vào đã đạt 10.000 đơn vị tại Thụy Điển tại thời điểm đó. Dựa trên dữ liệu có sẵn, Nickolay Nickelsen của IQ lưu ý rằng "có vẻ như một nửa số người chơi thực sự là con gái".
Theo Tørnquist, The Longest Journey đã trải qua "doanh số bán hàng vững chắc trên khắp châu Âu" trước khi phát hành tại Mỹ. Trò chơi đã bán được 15.000 bản tại Na Uy vào tháng 5 năm 2000, trong khi tổng doanh số tại châu Âu đạt tổng cộng 100.000 bản vào tháng 9 năm 2000. Nó được ra mắt tại Đức với một lô hàng 40.000 bản cho các nhà bán lẻ; Chris Kellner của DTP Entertainment, công ty đã xử lý bản địa hóa game sang tiếng Đức, báo cáo doanh số trọn đời từ 10.000 đến 50.000 bản tại thị trường đó. Ở Tây Ban Nha, trò chơi đã bán được 50.000 bản sau khoảng một năm, một cú hit thương mại dành cho đất nước này. Bản phát hành tiếng Anh của nó đã bị trì hoãn nhằm ngăn chặn hàng nhập khẩu từ việc tự tước đoạt doanh thu địa phương trên khắp châu Âu.
The Longest Journey đã chật vật đi tìm nhà phát hành ở Bắc Mỹ. Theo hãng nghiên cứu thị trường PC Data, doanh thu The Longest Journey của Bắc Mỹ đạt 12.495 bản bán lẻ vào cuối năm 2000, trong đó 10.873 bản đã được bán vào tháng 12. Đến tháng 1 năm 2001, doanh số toàn cầu của The Longest Journey đạt gần 200.000 bản. PC Data đã báo cáo thêm 40.160 bản từ doanh số bán lẻ của The Longest Journey ở Bắc Mỹ trong sáu tháng đầu năm 2001. Vào tháng 6 năm đó, doanh số bán hàng trên toàn thế giới của trò chơi đã tăng lên 250.000 bản, trong đó Mỹ chiếm tới 90.000 bản. Ước tính của PC Data về doanh số bán hàng tại Bắc Mỹ cho tháng 1–tháng 12 năm 2001 là 71.962 bản bán lẻ, tiếp theo là 12.044 bản trong sáu tháng đầu năm 2002. Đến tháng 7 năm 2002, doanh số toàn cầu của trò chơi đã đạt 450.000 bản, theo Funcom. Một lô hàng mới đã được phát hành ở Bắc Mỹ vào tháng đó, vì bản in trước đó đã bán hết. Ragnar Tørnquist đã lưu ý vào năm 2003 rằng ông "rất hài lòng" với doanh thu của The Longest Journey ở Bắc Mỹ và giải thích, "Có những lời truyền miệng mạnh mẽ và rất nhiều đánh giá tuyệt vời, chúng tôi đã tìm cách đưa TLJ vào hầu hết các cửa hàng lớn và đến tận tay người chơi bất kể tiếp thị."
Vào tháng 5 năm 2003, Marek Bronstring của Adventure Gamers viết rằng The Longest Journey "đã bán được nửa triệu bản trên toàn thế giới và nó vẫn đang bán, khiến nó trở thành một trong những game phiêu lưu thành công nhất trong những năm gần đây." Năm sau, IGN báo cáo rằng doanh số bán hàng của nó đã vượt quá 500.000 bản. Richard Aihoshi của trang web đã tổng kết The Longest Journey là "thành công quan trọng về mặt thương mại". Năm 2019, Tørnquist nhớ lại rằng "ít nhất 50 phần trăm" của người chơi của The Longest Journey là nữ, thực tế là ông tin rằng đã làm tăng sự thành công về mặt thương mại của game.

## Đón nhận
The Longest Journey được giới phê bình hoan nghênh. Họ khen ngợi nhân vật nữ chính April Ryan, người được coi là một trong những nhân vật nữ đáng nhớ nhất trong lịch sử game phiêu lưu, và cũng vì cốt truyện phức tạp, bí ẩn và giá trị sản xuất cao, nhưng bị chỉ trích vì một số câu đố khó hiểu hơn. Game nhận được số điểm 88.00% trên GameRankings và 91/100 trên Metacritic. GameSpot gọi đó là "một trong những trò chơi phiêu lưu hay nhất trong nhiều năm" và hoan nghênh "câu chuyện phức tạp và thú vị" mặc dù nhận thấy kết thúc thiếu ở chỗ là "phần kết không làm gì để gói gọn mọi thứ". IGN cho biết trò chơi "thực sự tái tạo cách các câu chuyện có thể được kể trong hoàn cảnh" và nhận thấy nội dung trưởng thành, bao gồm cả "chủ đề khắc nghiệt và phần lớn thời gian là những câu chửi thề". Một số câu đố được mô tả là "vô nghĩa", nhưng xét về tổng thể thì game "biến thể loại thành dạng chặt chẽ nhất, sắc nét nhất của nó". Phiên bản PC Gamer tại Mỹ đã ca ngợi câu chuyện "chín chắn và kỳ diệu", đồ họa "lộng lẫy" và các câu đố của trò chơi. Những lời chỉ trích duy nhất được tạp chí đưa ra là một số phần của trò chơi có thể "quá sắc sảo" đối với những người chơi trẻ tuổi.
The Longest Journey được vinh danh là game phiêu lưu trên máy tính hay nhất năm 2000 bởi Computer Gaming World, The Electric Playground, GameSpot, IGN và PC Gamer US, và được đề cử ở hạng mục này bởi CNET Gamecenter và Computer Games Magazine. Nó cũng giành được giải thưởng "Best Game No One Played" của IGN và giải thưởng "Best Story" của GameSpot. Các biên tập viên của Computer Gaming World đã ca ngợi game này vì đưa ra "một câu chuyện chín chắn, hay ho và hấp dẫn với một nữ anh hùng kiên cường, mà trước đây không bị lợi dụng vì ngoại hình của mình."
Năm 2011, Adventure Gamers đã vinh danh The Longest Journey là game phiêu lưu thứ hai hay nhất từng được phát hành.

## Phần tiếp theo
Phần tiếp theo của The Longest Journey bắt đầu sản xuất vào đầu năm 2003. Phiên bản mới mang tên Dreamfall: The Longest Journey, được phát hành vào tháng 4 năm 2006. Phần tiếp theo của dòng game này, Dreamfall Chapters, được gọi vốn cộng đồng trên Kickstarter và được phát hành theo từng đợt. Đoạn đầu tiên của nó được phát hành vào tháng 10 năm 2014. Đoạn cuối xuất xưởng vào tháng 6 năm 2016.
Các nhà phát triển xem Dreamfall: The Longest Journey giống như một phần phụ hơn là một phần tiếp theo trực tiếp của phần đầu tiên, khi nó xoay quanh một nhân vật chính mới, với cốt truyện mới. Phần tiếp theo trực tiếp của The Longest Journey, mang tên The Longest Journey Home, được tiết lộ vào năm 2013 và sẽ được sản xuất sau Dreamfall Chapters. Vào năm 2016, việc phát hành The Longest Journey Home vẫn còn là một câu hỏi. Ragnar Tornquist tuyên bố rằng dù ông muốn sản xuất trò chơi, có nhiều lý do tại sao nó có thể không bao giờ xảy ra.